# Cratere Talbot
Talbot è un cratere lunare di 12,36 km situato nella parte sud-orientale della faccia visibile della Luna.